# Irene Skliva
 Irene Skliva  (Irini Skliva) trong tiếng Hy Lạp là: Ειρήνη Σκλήβα (sinh ngày 4 tháng 4 năm 1978 tại Athen) là cựu Hoa hậu Thế giới người Hy Lạp. Sau khi chiến thắng trong cuộc thi "Hoa hậu Hy Lạp" cô đại diện cho Hy Lạp đến Bangolore của Ấn Độ tham dự cuộc thi Hoa hậu Thế giới. Đăng quang khi chỉ mới 18 tuổi cô phát biểu: "Tôi đã có cảm giác như nó chỉ là một buổi diễn tập - trong một buổi diễn tập, thật sự là một buổi diễn tập, và họ sử dụng tôi như một người chiến thắng giả". Sau khi hoàn thành nhiệm kỳ Hoa hậu Thế giới, Skliva trở về Hy Lạp nơi cô còn công việc dẫn chương trình và nghề người mẫu, gương mặt của cô xuất hiện thường xuyên trên các tạp chí ở Hy Lạp. Cô đã tham gia trình diễn thời trang ở một số nơi như Athens, Milan và Munich.
Cô đã kết hôn vào tháng 09 năm 2002 và có một đứa con đầu lòng, một cô con gái sinh năm 2001. Trong suốt Thế vận hội mùa hè năm 2004, Skliva (như nhiều người nổii tiếng khác) ký chữ ký của mình rồi treo lên cây Olive.

## Trivia
- Hoa hậu Thế giới 1996
- Nói tiếng Anh
- Điểm tổng kết của Hoa hậu Thế giới là 8.760, đứng hạng 2

## Liên kết
- Ace Models Management Lưu trữ ngày 2 tháng 4 năm 2008 tại Wayback Machine

| Tứ đại Hoa hậu (1996)          | Tứ đại Hoa hậu (1996)         | Tứ đại Hoa hậu (1996)          | Tứ đại Hoa hậu (1996)     |
| ------------------------------ | ----------------------------- | ------------------------------ | ------------------------- |
| Hoa hậu Hoàn vũ Alicia Machado | Hoa hậu Thế giới Irene Skliva | Hoa hậu Quốc tế Fernanda Alves | Hoa hậu Trái đất không có |